# Озера Опечень
Озера Опечень — система озер, що утворилися у колишній заплаві річки Почайни внаслідок робіт з намиву території житлового масиву Оболонь. 

## Розташування
Озера дугою оточують Оболонь з заходу та півдня. Система складається з шести озер. 

## Найменування озер
Стосовно назв деяких з них існують неоднозначності. Назви з півдня на північ:
1. Йорданське, Нижнє[1], Опечень-1[1]
2. Кирилівське, Верхнє[1], Опечень-2
3. Андріївське, Богатирське, Пожежне, Опечень-3
4. Лугове, Пташине[1], Опечень-4
5. Опечень, Лугове[1], Опечень-5
6. Мінське, Опечень-6

## Гідрологічні параметри
Озера Йорданське і Кирилівське розділяє дамба, до спорудження якої це була одна водойма. Дамбу було збудовано задля прокладання усередині неї тунелів Оболонсько-Теремківської лінії метрополітену. Згодом, наприкінці 1990-х, дамбою було подовжено Оболонський проспект.
В Кирилівське озеро впадають річка Сирець та Кирилівський струмок.
В Лугове озеро впадає річка Коноплянка.

## Екологічні проблеми
В озера скидаються технічні води з підприємств та житлової забудови Шевченківського, Подільського, Оболонського районів.[джерело?] В них проходить доочистка дощових стічних вод. За даними санепідстанції та Інституту гідробіології НАН України, вода в цих озерах має забруднення хімічного та бактеріологічного характеру.[джерело?] Купання в цих озерах офіційно не дозволено.

## Вербне озеро
Озеро Вербне, розташоване на півдні Оболоні між Йорданським озером та Дніпром, є цілком штучним (кар'єр гідронамиву), із системою Опечень не сполучається, тож не входить до неї.